# West-Austria-Gasleitung
Die West-Austria-Gasleitung (kurz WAG) ist eine Ferngasleitung in Österreich zwischen der österreichischen Erdgasdrehscheibe bei Baumgarten an der March nahe der Grenze zur Slowakei und Oberkappel an der Grenze zu Deutschland. Die Pipeline wird von der Gas Connect Austria (davor als BOG Baumgarten-Oberkappel Gasleitungsgesellschaft bezeichnet), einem Gemeinschaftsunternehmen der Verbund AG (Anteil am Kapital: 51 %) und AS Gasinfrastruktur GmbH (49 %), einem Joint-Venture aus Allianz Capital Partners und Snam betrieben.

## Verlauf und Technik

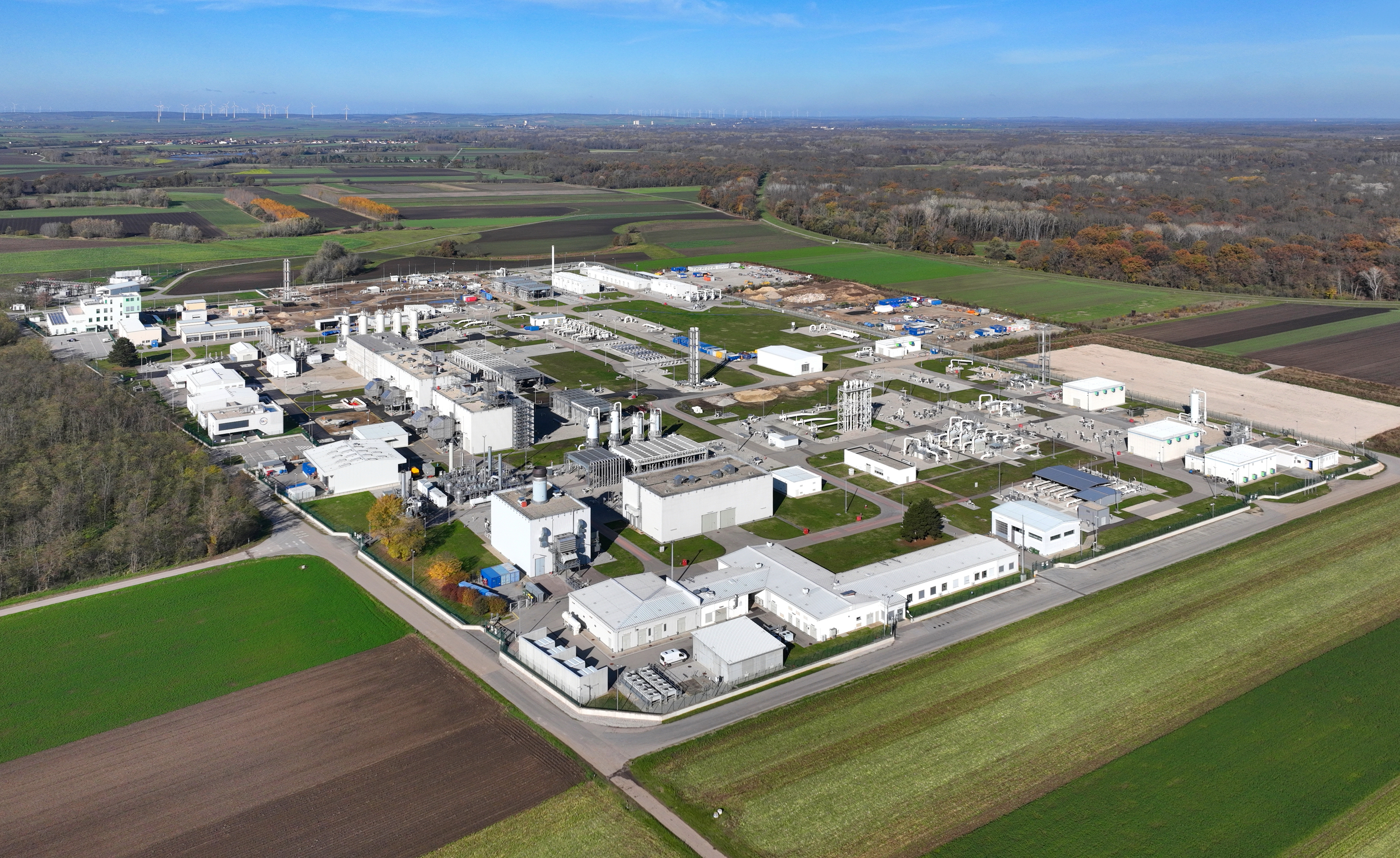
Beginn der WAG in der Verteilerstation Baumgarten

Die Pipeline verläuft von Baumgarten stets nördlich der Donau über das Wald- und Mühlviertel Richtung Westen, wo sie in Oberkappel die Grenze nach Deutschland passiert und auf die MEGAL-Süd trifft. In Oberkappel existiert auch eine Anbindung an die südlich nach Burghausen führende Penta-West.
Die 245,146 km lange Leitung mit Durchmesser DN 800 mm wird auf etwa 140 km durch eine zweite parallel verlaufende Leitung mit Nennweite DN1200 ergänzt. Sie kann in beide Richtungen mit einem Nenndruck von 70 bar betrieben werden. Haupttransportrichtung ist von Ost nach West, russisches Erdgas nach Österreich, Deutschland und Frankreich mit einer Kapazität von mehr als 1 Mio. Nm³/h (bei 0 °C) oder etwa 700.000 Nm³/h in die Gegenrichtung (Stand Dezember 2011). Verdichterstationen an der WAG bestehen in Baumgarten, Kirchberg am Wagram (seit 2008), Rainbach im Mühlkreis (seit 2008), Oberkappel/Neustift im Mühlkreis (seit 2011).

## Geschichte
Die Errichtung der Leitung mit Durchmesser DN 800 mm erfolgte in den 1970er Jahren, die Inbetriebnahme 1980.

### WAG Plus 600
Unter dem Projektnamen WAG Plus 600 erfolgte mit dem Ausbau von Verdichterstationen und parallelen Pipelines ab 2006 eine Kapazitätsausweitung ab 1. Quartal 2011. Zeitgleich wurde auch die Erweiterung der Penta-West fertiggestellt.
„Phase 1“ war der Bau der Loopleitung von Kirchberg bis Lichtenau und von March bis Baumgarten in der Zeit von Mai 2007 bis Mai 2008.

### WAG Expansion 3
Unter dem Projektnamen „WAG Expansion 3“ wurden ab 1. August 2011 bis November 2013 stufenweise drei weitere Parallel-Leitungen mit 63,2 km Länge errichtet, mit dem Ziel die Transportkapazitäten um 230.000 Nm³/h (in jede Richtung) zu vergrößern.
Abschnitt 1 mit einer Länge von 18,2 km zwischen Enzersfeld im Weinviertel und Sierndorf wurde am 1. August 2011 begonnen. Die Bauarbeiten am 27,6 km langen Abschnitt 2 liefen vom 4. Juni 2012 bis Ende des Jahres. Er führt von Lichtenau im Waldviertel, Rastenfeld, Waldhausen bis Großgöttfritz und weiter nach Zwettl, Groß Gerungs bis Rappottenstein. Abschnitt 3 zwischen Rainbach und Bad Leonfelden mit einer Länge von 17,2 km wurde im Herbst 2011 begonnen.

### Aufbau ab 2024
Am 1. März 2024 erklärte das Finanzministerium / die Koalition sich mit 70 Mio. Euro an den Baukosten von 200 Mio. für einen weiteren Ausbau im Mühlviertel/Oberösterreich für die Flussrichtung von Deutschland nach Österreich zu beteiligen. Strategisches Ziel ist es im Zuge des Ukrainekriegs die Abhängigkeit von Gas aus Russland zu reduzieren.